# Therac-25
De Therac-25 was een computergestuurd bestralingsapparaat dat geproduceerd werd door Atomic Energy of Canada Limited (AECL) in 1982. De Therac-25 was de opvolger van de Therac-6 en Therac-20 die in samenwerking met de Compagnie Générale de Radiologie (CGR) in Frankrijk waren ontwikkeld.
De Therac-25 was betrokken bij ten minste zes incidenten tussen 1985 en 1987, waarbij patiënten een extreme overdosis straling ontvingen. Door programmeerfouten (in dit geval specifiek een 'raceconditie', waarbij de computer 'op hol slaat') gaf de machine haar patiënten doses straling die honderden malen groter waren dan de voorgeschreven dosis, met ernstig letsel of zelfs de dood tot gevolg. Deze incidenten lichtten de gevaren van softwarebesturing van kritische systemen toe, en vormden een standaard case study in medische informatica, softwareontwikkeling en computerethiek.